# 土持親信
土持 親信（つちもち ちかのぶ）は、安土桃山時代の武将。土持親成の子。

## 略歴
県土持氏の直系。天正6年（1578年）、大友氏の襲来を予期した父・親成によって若年であることを理由に土持山城守を付けられ薩摩国へ落ち延びる。その後、県土持氏は壊滅的打撃を被るも、大友氏が耳川の戦いに大敗すると、島津氏の後援で松尾城に復帰した。
天正7年（1579年）から天正16年（1588年）までの9年間、土持氏が県地頭を勤めたとされる（『上井覚兼日記』など）が、これが親信か久綱なのかはよく分からない。ただし、天正7年、大友氏の重臣田原鎮忠より町田忠房・伊集院忠棟に宛てた書状に、「土持次郎九郎が門川表に滞在しているので女中親子を遣わす」と、故実に基づき、大友氏は親信を跡目として認める旨が遺されており、島津方との戦を回避しようとしたという記述からすると、地頭職を勤めたのは親信とも考えられる。
天正14年（1586年）、島津軍が豊後国へ侵攻した際に、日向国・豊後の国境付近にある朝日嶽城主・柴田紹安の内通に伴い同城を受領。城主として兵2千を引き連れ佐伯に出陣するが、堅田にて大友方の佐伯惟定の軍勢1800と激突し全滅した。その後の消息は不明。
孫に信全（のぶやす）がいたとされる。